# 三重県立桑名高等学校衛生看護分校
三重県立桑名高等学校衛生看護分校（みえけんりつくわなこうとうがっこうえいせいかんごぶんこう）とは、三重県桑名市にあった高等学校（分校）。三重県立唯一の衛生看護科が存在していた。
校地は現在、知的障害者を対象とする三重県立くわな特別支援学校となっている。

## 設置学科
- 衛生看護科
  - 本科
  - 専攻科

### 沿革
- 1974年4月1日、設置。
- 1977年4月1日、衛生看護専攻科設置。
- 2011年3月31日、閉校。
- 2011年4月1日、三重県立桑名高等学校衛生看護科として学科改変（本校に統合）

## 所在地
- 三重県桑名市大字東方字尾弓田1073

北緯35度4分32.1秒 東経136度40分42.9秒 / 北緯35.075583度 東経136.678583度

## 交通アクセス
- 養老鉄道養老線播磨駅下車徒歩6分。
- JR東海関西本線、近鉄名古屋線、養老鉄道養老線桑名駅下車。徒歩15分。
- 桑名駅、播磨駅から桑名市コミュニティバス K-バス北部ルート「看護学校前」下車。